# Turistická značená trasa 4303
 Turistická značená trasa 4303 je 16,5 km dlouhá zeleně značená trasa Klubu českých turistů v okrese Chrudim spojující Heřmanův Městec se Slatiňany. Její převažující směr je jihovýchodní a posléze severovýchodní. Počátek trasy prochází přírodním parkem Heřmanův Městec, konec CHKO Železné hory.

## Průběh trasy
Počátek trasy 4303 se nachází na náměstí v Heřmanově Městci a plynule navazuje na zeleně značenou trasu 4307 přicházející sem z hradu Lichnice. Dále zde mají svůj výchozí bod červeně značená trasa 0443 do Choltic a modře značená trasa 1917 do Seče. Zprvu je vedena parkem místního zámku, poté Lesoparkem Palác. V něm je v závěrečném úseku součástí naučné stezky Město u dvou moří. Po opuštění lesoparku trasa křižuje silnici II/341, po místní komunikaci směřuje do Radlína a poté po polní cestě do údolí Bylanky. Za ním prochází vesnicemi Holičky a Janovice. Za nimi pokračuje po místní komunikaci k samotě Palučiny, kde po hrázi rybníka překonává Červený potok, a lesem pokračuje k Čejkovicím. Za nimi opět vstupuje do lesa, kde se nachází rozcestí s červeně značenou trasou 0451 z Vápenného Podola do Chrudimi, za kterým přechází Markovický potok. Následuje stoupání k Rabštejnu, před nímž se nachází zřícenina hradu Rabštejnek, ke kterému vede krátká zeleně značená odbočka.
Za Rabštejnem pokračuje lesní cestou k soustavě Kochánovických rybníků, kde se jednak dostává do krátkého souběhu s naučnou stezkou Kolem Kochánovických rybníků, a kde se jednak nachází rozcestí se žlutě značenou trasou 7347 z Rabštejnské Lhoty do Chrudimi. Po opuštění souběhu s naučnou stezkou stoupá trasa 4303 k rozhledně na Chlumu. Za ní mění směr na severní a pokračuje ke Kočičímu hrádku. Zde se nachází rozcestí, ze kterého vychází modře značená trasa 1971 do Rabštejnské Lhoty. Trasa 4303 klesá severovýchodním směrem částečně v souběhu s naučnou stezkou Ke Kočičímu hrádku do parku slatiňanského zámku. Na jeho okraji vstupuje do souběhu se žlutě značenou trasou 7339 přicházející z Horního Bradla. U zámku trasa 4303 končí, trasa 7339 pokračuje na slatiňanské nádraží, rozcestím prochází i modře značená trasa 1915 z Nasavrk do Chrudimi.

## Historie
- Trasa byla v Heřmanově Městci dříve vedena mimo zámecký park ulicemi 5. května a Na Ježkovce
- Mezi Radlínem a Holičkami vedla trasa dříve severněji po hrázi Bačalského rybníka a poté lesem okolo vrcholu Holičská jedlina
- Od Hlubokého rybníka pokračovala trasa dříve východním směrem na rozcestí se žlutě značenou trasou 7339, kde končila, a do Slatiňan již nepokračovala[3]

## Turistické zajímavosti na trase
- Kostel svatého Bartoloměje v Heřmanově Městci
- Zámek Heřmanův Městec
- Zvonička v Radlíně
- Zvonička v Janovicích
- Zvonička v Čejkovicích
- Zřícenina hradu Rabštejnek
- Vyhlídkové místo v Rabštejně
- Tyrolský domek
- Kochánovické rybníky
- Rozhledna Na Chlumu
- Kočičí hrádek
- Švýcárna s muzeem Starokladrubského koně
- Zámek Slatiňany s hipologickým muzeem
- Kostel svatého Martina ve Slatiňanech
- Morový sloup ve Slatiňanech